# Johannes Lamparter
Johannes Lamparter, né le 8 novembre 2001 à Hall en Tyrol, est un coureur autrichien du combiné nordique.
En 2021, il se révèle à 19 ans en signant le doublé champion du monde juniors et seniors.

## Biographie

### Enfance et années juniors
Johannes Lamparter est né à Hall en Tyrol et vit à Rum. Poussé par un de ses cousins, il débute à six ans le saut à ski avec Andreas Felder et il fait également du ski de fond,. En complément, il pratique également l'haltérophilie comme son père et sa sœur. Dans ce sport, il est triple vice-champion d'Autriche et champion national chez les moins de 17 ans.
Lamparter a participé à ses premières compétitions FIS en 2016. Le 17 décembre 2016, il a fait ses débuts à Seefeld en Coupe OPA. La saison suivante, il remporte le classement général de la compétition. Aux Championnats du monde de ski nordique junior 2018 à Kandersteg, il devient champion du monde junior par équipes, en compagnie de Florian Dagn (de), Dominik Terzer et Mika Vermeulen. Il a ensuite fait ses débuts en Coupe Continentale, le 10 février 2018, et quelques mois plus tard, il a participé au Grand Prix d'été. Le 22 décembre 2018, il fait ses débuts en Coupe du monde, lors de l'étape de Ramsau ; un jour plus tard, il marque ses premiers points grâce à une 21e place,.
En janvier 2019, lors des Championnats du monde junior de ski nordique, à Lahti, il devient champion du monde junior. Il est également vice-champion du monde junior en sprint et obtient la médaille de bronze en relais. Quelques jours plus tard, le 2 février 2019, à Klingenthal, il termine 8e d'une épreuve de Coupe du monde après en avoir remporté le concours de saut. En 2020, il signe une médaille d'argent et une médaille d'or aux Championnats du monde junior de ski nordique.

### Saison 2020-2021
La saison 2020-2021 est celle de la révélation au grand public pour Johannes Lamparter,,. Dès l'épreuve d'ouverture de la Coupe du monde 2020-2021, il se classe deuxième à Ruka derrière le champion en titre Jarl Magnus Riiber, pour monter sur son premier podium à ce niveau. Il est régulier sur les autres courses de Coupe du Monde et il termine dans les dix premiers de toutes les courses de la saison sauf au Val di Fiemme. En février, il devient à nouveau champion du monde juniors en individuel à Lahti. Quelques semaines plus tard , pour ces premiers 
championnats du monde chez les seniors, il remporte trois médailles dont deux titres. Sur le petit tremplin, il termine septième de l'épreuve individuelle. Quelques jours plus tard, le relais autrichien dont il est le premier relayeur prend la médaille de bronze. Dans la compétition individuelle sur le grand tremplin, il signe un saut de 138 m ce qui lui octroie 22 secondes d'avance sur Akito Watabe et 37 secondes sur Jarl Magnus Riiber,. Ces deux athlètes ne parviendront jamais à rejoindre le jeune autrichien dans la course de ski de fond. Il est le premier depuis 1989 et Trond Einar Elden à remporter le titre individuel chez les juniors et les seniors la même année. Enfin, il remporte le Team Sprint avec Lukas Greiderer. Il profite des dernières courses de la saison en coupe du monde à Klingenthal pour signer un nouveau podium et il se classe sixième du classement général de la compétition.

### Saison 2021-2022
En août 2021, il doit se faire opérer de l’appendicite ce qui le prive de plusiuers semaines d'entraînement. Lors de la saison 2021-2022, Johannes Lamparter réalise ses premières victoires en coupe du monde. Il remporte en effet sa première victoire au Val di Fiemme avant de remporter les deux courses de Klingenthal. Il arrive en favori et en tant que leader du classement général de la coupe du monde aux Jeux olympiques. Il se classe 4e de la première course sur le petit tremplin.

## Palmarès

### Jeux olympiques
| Épreuve / Édition | Individuel     | Individuel     | Par équipes Grand tremplin |
| Épreuve / Édition | Petit tremplin | Grand tremplin | Par équipes Grand tremplin |
| JO 2022 Pékin     | 4e             | 6e             | 4e                         |

### Championnats du monde
| Épreuve / Édition        | Individuel     | Individuel     | Par équipes           | Par équipes                 |
| Épreuve / Édition        | Petit tremplin | Grand tremplin | Grand tremplin Sprint | Petit tremplin Relais       |
| Mondiaux 2021 Oberstdorf | 7e             | Or             | Or                    | Bronze                      |
| Épreuve / Édition        | Individuel     | Individuel     | Par équipes           | Par équipes                 |
| Épreuve / Édition        | Petit tremplin | Grand tremplin | Grand tremplin Relais | Petit tremplin Relais Mixte |
| Mondiaux 2023 Planica    | 11e            | Bronze         | Bronze                | Bronze                      |
| Mondiaux 2025 Trondheim  |                |                | Argent                | Bronze                      |

### Coupe du monde
- 1 gros globe de cristal en 2023.
- 50 podiums individuels : 17 victoires, 23 deuxièmes places et 10 troisièmes places.
- 2 podiums par équipes : 2 deuxièmes places.
- 1 podium par équipes mixte : 1 deuxième place.

#### Détail des victoires
| Édition / Épreuve | Gundersen                                            | Compact  |
| 2021-2022         | Val di Fiemme Klingenthal x2                         |          |
| 2022-2023         | Otepää Klingenthal x2 Seefeld x2 Oberstdorf Schonach |          |
| 2023-2024         | Ramsau Lahti Trondheim                               | Ramsau   |
| 2024-2025         | Lahti x2                                             | Schonach |

#### Différents classements en Coupe du monde
| Année     | Classement général final |
| 2018-2019 | 37e                      |
| 2019-2020 | 28e                      |
| 2020-2021 | 6e                       |
| 2021-2022 | 2e                       |
| 2022-2023 | 1er                      |
| 2023-2024 | 3e                       |

### Championnats du monde junior
| Épreuve / Édition | Épreuve / Édition | Kandersteg 2018  | Lahti 2019       | Oberwiesenthal 2020 | Lahti 2021       |
| ----------------- | ----------------- | ---------------- | ---------------- | ------------------- | ---------------- |
| Gundersen (10 km) | Gundersen (10 km) | 4e               | Or               | Argent              | Or               |
| Gundersen (5 km)  | Gundersen (5 km)  | 8e               | Argent           | Pas au programme    | Pas au programme |
| Par équipes       | Par équipes       | Or               | Bronze           | Or                  | Pas au programme |
| Par équipes mixte | Par équipes mixte | Pas au programme | Pas au programme | 4e                  | -                |

### Coupe continentale
- 1 podium en 2019.

#### Classements
| saison  | rang | points |
| ------- | ---- | ------ |
| 2017/18 | 72e  | 31     |
| 2018/19 | 52e  | 60     |

### Grand Prix

#### Classements
| saison | rang       | points |
| ------ | ---------- | ------ |
| 2018   | 25e        | 60     |
| 2019   | Non classé |        |